# سلریویل (اوهایو)
سلریویل (به انگلیسی: Celeryville) یک منطقهٔ مسکونی در ایالات متحده آمریکا است که در اوهایو واقع شده‌است. سلریویل ۱٫۳۴ کیلومتر مربع مساحت و ۲۱۰ نفر جمعیت دارد و ۲۸۷٫۴۳ متر بالاتر از سطح دریا واقع شده‌است.